# Arenaria cinerea
Arenaria cinerea là loài thực vật có hoa thuộc họ Cẩm chướng. Loài này được DC. mô tả khoa học đầu tiên năm 1805.